# IntelliJ IDEA
IntelliJ IDEA е интегрирана среда за разработка (IDE) в Java за компютърен софтуер. Създадена от JetBrains (известни преди като IntelliJ), и е достъпна като Apache 2 Licensed community edition, и в патентованото commercial edition. И двете могат да се използват за търговски разработки.

## История
Първата версия на IntelliJ IDEA излиза през януари 2001 г. Тя е една от първите достъпни Java среди за разработка с качествен код за навигация и интегрирани възможности за преработка на кода.
В доклад на Infoworld през 2010 година, IntelliJ получава най-високият резултат от четири топ Java инструменти за програмиране: Eclipce, IntelliJ IDEA, NetBeans and JDeveloper.
През декември 2014 година, Google обяви версия 1.0 на Android Studio, интегрирана среда за разработка с отворен код за Android приложения, базирана на отвореното community edition на IntelliJ IDEA. Други среди за разработка, базирани на IntelliJ's framework са AppCode, CLion, PhpStorm, PyCharm, RubyMine, WebStorm, и MPS.

## Системни изисквания[9]
|                                 | Windows                                                     | OS X                                                        | Linux                                                       |
| ------------------------------- | ----------------------------------------------------------- | ----------------------------------------------------------- | ----------------------------------------------------------- |
| Версия на операционната система | Microsoft Windows 10/8/7/Vista/2003/XP (incl.64-bit)        | Mac OS X 10.5 or higher, up to 10.9 (Mavericks)             | GNOME or KDE desktop                                        |
| RAM                             | 1 GB RAM минимално, 2 GB RAM препоръчително                 | 1 GB RAM минимално, 2 GB RAM препоръчително                 | 1 GB RAM минимално, 2 GB RAM препоръчително                 |
| Дисково пространство            | 300 MB дисково пространство + поне 1 GB за кеширани файлове | 300 MB дисково пространство + поне 1 GB за кеширани файлове | 300 MB дисково пространство + поне 1 GB за кеширани файлове |
| Версия на JDK                   | JDK 1.8 от 2016.1                                           | JDK 1.8 от 2016.1                                           | JDK 1.8 от 2016.1                                           |
| Резолюция на екрана             | 1024x768 минимално                                          | 1024x768 минимално                                          | 1024x768 минимално                                          |

## Версии[11]
IntelliJ IDEA е достъпна в следните версии.

### Community
Community версията е с отворен код и предоставена безплатно. Използването му се регулира от Apache 2.0 License и се създава заедно с отворената среда около www.jetbrains.org.
Intellij IDEA Community Edition е идеален избор за тези, които работят върху чисти Java/Groovy приложения или правят Swing development. Разполага с всички перли в короната на Intellij IDEA, включително различни редакции и кодови инспекции, помощ при кодиране, отстраняване на грешки, TestNG и JUnit тестване, CVS, Subversion и Git поддръжка, както и Ant и Maven.

### Ultimate
Ultimate версията е професионална и изцяло функционална интегрирана среда за търговска разработка, предоставена от JetBrains. Ultimate Edition е надградена версия на Community Edition. Добавени са много допълнителни функции за уеб разработки. Може да се изтегли, да се изпробва безплатно за 30 дни, след което да се закупи лиценза.
Ultimate Edition разширява Community Edition чрез предоставяне на подкрепа за много уеб рамки, допълнителни езици и технологии, и въвежда много възможности за разгръщане. Тази среда за разработване е най-логичния избор за професионални разработчици, без да е необходимо да се търсят приставки/плъгини/. Ultimate Edition предоставя множество уникални функции, като анализ на зависимостта, код за търсене на дубликати, покритие на код, интеграция с всички популярни VCS системи, и др. Благодарение на своите уникални JavaScript, HTML, CSS, JSP и други уеб езикови редактори тя дава избор на уеб разработчиците. Ultimate Edition е по-добрият избор за търговско ползване, като се има предвид, че всички функции са предоставени в пълен пакет.

## Характеристики
Версия 12.1 включва поддръжка на Java8, UI designer за Android разработка, Play 2.0 и Scala.

### Улесняване на разработването на код
Интегрираната среда за разработка (IDE) осигурява определени характеристики като завършеност на кода чрез анализ на контекста, навигация на кода, която позволява да се направи клас или декларация в кода директно, да преработи кода и да предостави възможности за поправяне на несъответствия чрез предложения.

### Вграден инструментариум за интеграция
Интегрираната среда за разработка (IDE) осигурява инструменти като grunt, bower, gradle и SBT. Тя поддържа системи за контрол на версии като GIT, Mercurial, Perforce и SVN. Бази данни като SQL Server, ORACLE, PostgreSQL и MySQL могат да бъдат отваряни директно от IDE.

### Приставки (Plugins)
IntelliJ поддържа приставки, чрез които може да се добави допълнителна функционалност на ИДЕ. приставки може да се изтеглят и инсталират от сайта за съхранение на приставки на IntelliJ, или чрез вграденото в IDE търсене и инсталиране на функция. Понастоящем IntelliJ IDEA Community edition има 1495 налични приставки, а Ultimate edition има 1626 plugins available.

### Поддържани езици
Community Edition и Ultimate Edition се различават в своята поддръжка с различни езици за програмиране, както на таблицата по-долу.
| Езици                               | IntelliJ IDEA Community Edition | IntelliJ IDEA Ultimate Edition |
| ----------------------------------- | ------------------------------- | ------------------------------ |
| Java                                | Да                              | Да                             |
| Clojure (чрез отделна приставка)    | Да                              | Да                             |
| Dart (чрез отделна приставка)       | Да                              | Да                             |
| Erlang (чрез отделна приставка)     | Да                              | Да                             |
| Go (чрез отделна приставка)         | Да                              | Да                             |
| Groovy                              | Да                              | Да                             |
| Haxe (чрез отделна приставка)       | Да                              | Да                             |
| Scala (чрез отделна приставка)      | Да                              | Да                             |
| XML/XSL                             | Да                              | Да                             |
| Kotlin                              | Да                              | Да                             |
| ActionScript/MXML                   | Не                              | Да                             |
| CoffeeScript                        | Не                              | Да                             |
| Haskell (чрез отделна приставка)    | Да                              | Да                             |
| HTML/XHTML/CSS                      | Не                              | Да                             |
| JavaScript                          | Не                              | Да                             |
| Lua (чрез отделна приставка)        | Да                              | Да                             |
| PHP (чрез отделна приставка)        | Не                              | Да                             |
| Python (чрез отделна приставка)     | Да                              | Да                             |
| Ruby/JRuby                          | Не                              | Да                             |
| SQL                                 | Не                              | Да                             |
| TypeScript (чрез отделна приставка) | Не                              | Да                             |

### Технологии и структури
Community Edition поддържа следните:
- Android
- Ant
- Gradle
- JavaFX
- JUnit
- Maven
- SBT[20]
- TestNG

Ultimate Edition поддържа следните:
- Django
- EJB
- FreeMarker
- Google App Engine
- Google Web Toolkit
- Grails
- Hibernate/JPA
- Java ME MIDP/CLDC
- JBoss Seam
- JSF
- JSP
- Jelastic
- Node.js
- OSGi
- Play
- Ruby on Rails
- Spring
- Struts 2
- Struts
- Tapestry
- Velocity
- Web services

Ultimate Edition също така поддържа апликационните сървъри Geronimo, GlassFish, JBoss, Jetty, Tomcat, Weblogic, и WebSphere.
Има безплатни плъгини от Atlassian за IntelliJ с JIRA, Bamboo, Crucible and FishEye.

### Софтуер версии и контрол на редакции
Двете издания се различават по своята поддръжка на софтуер версиите и на системите за контрол на редакции.
|                        | IntelliJ IDEA Community Edition | IntelliJ IDEA Ultimate Edition |
| ---------------------- | ------------------------------- | ------------------------------ |
| CVS                    | Да                              | Да                             |
| Git                    | Да                              | Да                             |
| GitHub                 | Да                              | Да                             |
| Mercurial              | Да                              | Да                             |
| Subversion             | Да                              | Да                             |
| Team Foundation Server | Не                              | Да                             |
| ClearCase              | Не                              | Да                             |
| Perforce               | Не                              | Да                             |
| Visual SourceSafe      | Не                              | Да                             |

## Допълнителна информация
- Getting started with Intellij IDEA
- How to develop an Intellij IDEA Plug-in